# Poison (film)
Poison è un film del 1991 sceneggiato e diretto da Todd Haynes. Primo lungometraggio del regista statunitense, è composto da tre storie parzialmente ispirate ai romanzi di Jean Genet (i titoli di coda citano nello specifico Notre Dame des Fleurs, Il miracolo della rosa e Diario del ladro). Con le sue tematiche gay, Poison è considerato uno dei film iniziatori del movimento del New Queer Cinema.

## Trama
Le tre storie che compongono Poison sono:
- Hero: un bambino di sette anni spara al padre e poi, letteralmente, vola via passando per la finestra. Raccontato con lo stile di un telegiornale.
- Horror: uno scienziato isola l'"elisir della sessualità umana" e, dopo averlo bevuto, diviene un lebbroso assassino. Raccontato con lo stile di un film horror degli anni sessanta.
- Homo: un prigioniero, John Broom, si ritrova attratto da un altro prigioniero, Jack Bolton, che da giovane aveva visto venire umiliato in una struttura minorile.

## Distribuzione
Poison è stato inizialmente presentato al Sundance Film Festival nel 1991, e in seguito ha avuto una distribuzione limitata negli Stati Uniti. L'edizione DVD del film è stata distribuita da Zeitgeist Films a partire dal 26 ottobre 1999.
In Italia è stato distribuito direttamente in DVD da Dolmen Home Video nella collana New Queer Cinema, a partire da giugno 2005.

## Accoglienza
Il film ha avuto generalmente recensioni favorevoli; su Rotten Tomatoes il film ha avuto il 76% di critica positiva.

## Riconoscimenti
- Berlin International Film Festival: Teddy Award al miglior lungometraggio, 1991 (vinto)
- Fantasporto Critics' Award, 1992 (vinto); International Fantasy Film Award per il miglior film, 1992 (candidato)
- Independent Spirit Awards per la miglior regia, 1992 (candidato); miglior lungometraggio, 1992 (candidato)
- Locarno Festival: Pardo d'oro, 1991 (candidato)
- Sitges - Catalonian International Film Festival, premio speciale della giuria, 1991
- Sundance Film Festival Grand Jury Prize - Dramatic, 1991 (vinto)